# Lin Siniang
Lin Siniang (林四娘), née en 1629 et décédée en 1644 ou septembre 1646, est une poétesse et courtisane chinoise han de la fin de la dynastie des Qing relativement inconnue. C'est également une héroïne militaire romantique, dont l'histoire est devenue une légende selon laquelle son fantôme hanterait les ruines de l'ancien palais des Qing.
Bien qu'il existe de nombreuses versions de son histoire, un certain nombre d'éléments tendent à coïncider et ne remettent pas en question son existence historique.

## Biographie

### Version historique
Lin Siniang naît en 1629 d'une famille de militaires appauvrie. Eduquée au chant et à la poésie, elle est courtisane à la Cour des Qing. Elle se marie avec le prince, Yu Xiaoxi (于小喜), dit Yu le Septième (于七) . Ce dernier fomente une rébellion au Shandong en 1648, puis une seconde en 1661, réprimée l'année suivante.

### Versions contées poétiques

#### Version la plus ancienne
Lin Siniang vit seule, son père étant en prison et sa mère travaillant, faute de revenus, dans une maison close près de la rivière Qinhuai.
Formée dès 6 ans aux arts martiaux, à l'épée et à la lance, elle est enrollée dans la troupe féminine créée par le prince Heng Ming ou Changshu (Zheng Chonglian) en 1499, alors qu'il endosse nouvellement la responsabilité de la sécurité de Qingzhou. Lin est alors surnommée « Siniang », c'est-à-dire « la Quatrième » du fait de son rang. Il lui est demandé de former toutes les concubines royales.
Un des récits raconte qu'une nuit, épuisée par l'entraînement, un rayon de lune l'entoure et teinte ses cheveux de blanc, lui forge une épée lumineuse. Les ancêtres de Lin lui auraient prêté leur esprit pour lui donner une volonté guerrière et des capacités de combat surnaturelles.
Le prince impressionné par ses talents et sa grande beauté, la prend pour concubine et la nomme cheffe de la troupe féminine au titre de « générale ». Elle prend alors le nom de « l’adorable général » (guǐhuà jiāngjūn, 姽婳将军).
Quelques années après, les sécheresses et la famine au nord de la Chine intensifient les attaques dans les provinces de Shanxi et Shaanxi. Le prince et son escouade décèdent face à une horde de brigands affamés qu'ils avaient sous-estimés lors d'une retraite en montagne, semant la panique dans la population de Qinzhou. Dans une version, ils sont juste fait prisonniers. Lin Siniang et sa troupe s'en vont tuer les bandits au péril de leur vie. Elle décède jeune à 15 ou 17 ans selon les sources.

#### Version fantômatique

##### «Gongsun Jiuniang» (公孙九娘》
Chen Baoyao, jeune intendant de la Cour, après sa prise de fonction à Qingzhou vers 1660, environ vingt ans après la chute des Ming, reçoit la visite toutes les nuits d'une jeune femme de 20 ans d'une beauté fantômatique qui chante jusqu'à l'aube. Elle lui raconte ses souvenirs, discute de poésie, réciter des soutras.

« Une nuit qu’il était assis seul, une jeune fille entra en soulevant la tenture. (夜独坐，有女子搴帏入。)
Il la regarda : elle lui était inconnue, mais d’une grande beauté, vêtue d’une robe de cour à longues manches. (视之，不识；而艳绝，长袖宫装。)  »

Trois ans plus tard, elle vient lui adresser des adieux car ses prières lui ont permis de renaître dans une autre famille. Elle boit avec lui toute la nuit en pleurant et lui laisse un poème en partant à l'aurore.

##### Le conte suivant
La courtisane Lin se marie à un lettré auquel elle fait promettre de lui donner une sépulture convenable. Quand il revient dans le monde des humains, il tente de tenir sa promesse, mais se perd parmi les milliers de tombes sans inscriptions sans pouvoir trouver la bonne.

#### Version XVIIesiècle et variantes des histoires de fantôme
En 1644, à la chute des Mings, le dernier prince est fait prisonnier puis exécuté et le palais est détruit. Six récits de l'ère Kangxi (1662-1700)  naissent, notamment celui de Wang Shizhen (王士祯) et de Lin Yunming (林云铭).
Pour ce dernier dans « Chronique de Lin Siniang », Lin n'est pas une femme du palais, mais une jeune femme talentueuse de bonne famille. Sa version n'est pas un poème et se présente comme la version authentique directement rapportée de Chen Baoyao vers 1667-1668.

## Œuvres fictives
- Pu Songling, Contes du Liaozhai《聊斋志异), volume 2, 40e chapitre Lin Siniang, 1766
- Wang Shizhen, chapitre 78 « Rêve dans le pavillon rouge »
- Jia Zheng, Hongloumeng, 1791